# 餓狼伝説2
『餓狼伝説2 -新たなる闘い-』（がろうでんせつ2 あらたなるたたかい）は、1992年12月に稼働したエス・エヌ・ケイのアーケード用2D対戦格闘ゲーム。欧米でのタイトル表記は『Fatal Fury 2』となっている。
同社のアーケードゲーム『餓狼伝説 宿命の闘い』（1991年）の続編であり、以後『餓狼伝説シリーズ』としてシリーズ化されることとなった。
ゲーム内容は8人の中から1人を選択し、「キング・オブ・ザ・ファイターズ」での優勝を目指すものとなっている。
1993年にネオジオ、スーパーファミコン、X68000に移植された他、1994年にはPCエンジンアーケードCD-ROM²、メガドライブ、ネオジオCDに移植された。また同年にはアレンジ移植としてゲームボーイ用ソフト『熱闘餓狼伝説2 -あらたなるたたかい-』が発売されている。
アーケード版は後にPlayStation 2用ソフト『NEOGEO オンラインコレクション 餓狼伝説 バトルアーカイブズ1』（2006年）に収録された他、2017年にはXbox OneならびにPlayStation 4、Nintendo Switch用ソフトとしてアケアカNEOGEOにて配信された。ネオジオ版は2008年にWii用ソフトとしてバーチャルコンソールにて配信された。
アーケード版はゲーム誌『ゲーメスト』の企画「第7回ゲーメスト大賞」（1993年度）において、大賞3位、ベスト対戦格闘賞4位、ベスト演出賞5位、ベストVGM賞5位を獲得した。

## 概要
1992年12月10日、100メガショック第2弾として登場。操作も1レバー+4ボタンとなり、4つのボタンはパンチ/キックの強弱となった。前作にも存在したが任意に利用できなかった2ラインシステムが進化し、自ら別ラインに移動したり（弱攻撃ボタン同時押し）別ラインに相手を吹き飛ばしたり（強攻撃ボタン同時押し）することができるようになった。また、体力が一定値を下回っている時のみ使用可能で絶大な威力を持つ「超必殺技」がシリーズ初導入された。ただし、入力コマンドはインストラクションカードには掲載されておらず秘密扱いとなっている。キャラクターイラストは白井影二が担当した。
前作にもあったボーナスステージは4ステージごとに入っており、1回目は石の円柱、2回目は四角い石柱を制限時間内に次々壊せばボーナスポイントが入る。
なお、前作ではプレイヤーとCPUキャラクターが互いに固定されていたが、今作はプレイヤーキャラクターとして操作できるキャラクター同士の総当たり戦＋ボス戦であり、選んだキャラクター自身が服の色違い（いわゆる2Pカラー）で登場し対決する「同一キャラクター対決」も存在し、しかもそれぞれに対応した台詞も存在する。同一キャラクター対決の時は、オリジナルと違う色彩の服を着ている方が、キャラクター名が赤色で表記されている（通常は青色）。なお、台詞の内容から同一キャラクター同士の対戦時は、互いが互いに「自分の真似をしている偽者」という認識をしているようである。色違いキャラクターはDボタンでキャラクター選択することによって同キャラ対戦以外でも使用可能。この仕様はその後に登場する様々なSNK格闘ゲームの標準となる。
エンディングではクリアしたキャラクターの一枚絵と担当声優によるボイス付きの台詞が表示される。

## 登場キャラクター
テリー・ボガード［Terry Bogard］（声：橋本さとし）
ギース・ハワードに暗殺されたジェフ・ボガードの息子。バックストーリーでは趣味のビデオゲームで『龍虎の拳』をプレイしている。エンディング画面ではパオパオカフェでホットドッグを食べるシーンが描かれているが、当時『ゲーメスト』誌にて連載中だったコミック『餓狼伝説 新たなる闘い』（作・LEO ADVER）に登場するオリジナルキャラクター「メディア」が登場している。『餓狼伝説スペシャル』（以下『餓狼SP』と表記）では同じシーンながらメディアが別の女性に変えられている。
アンディ・ボガード［Andy Bogard］（声：橋本潤）
テリーの弟で骨法の達人。師は舞の祖父・不知火半蔵。
ジョー・ヒガシ［Joe Higashi］（声：生瀬勝久）
｢嵐を呼ぶ男｣の異名を持つムエタイチャンプ。日本式に名前を書けば「東丈」。

### 新キャラクター
ビッグ・ベア［Big Bear］（声：竹田団吾）
巨大な体格の正統派プロレスラー。前作に登場したライデンと同一人物であるが、改心してマスクを脱いだ。
チン・シンザン［Cheng Sinzan］（声：橋本潤）
香港でもトップクラスの財力を持つ大金持ちの太極拳使い。ストーリー内でロバート・ガルシアらしき実業家と接待ゴルフをしている。後に『コミックゲーメスト』で連載されたコミカライズ版にて、タン・フー・ルーの元弟子で、破門されているという設定が追加された。
不知火舞［Mai Shiranui］（声：曽木康代）
不知火流忍術を駆使して戦う巨乳のくノ一。アンディがお気に入り。
キム・カッファン［Kim Kaphwan］（声：橋本さとし）
悪を許さないテコンドー師範。名前は実在する韓国企業であり、ネオジオのサードパーティとしてソフト販売もしていたビッコムの社長の名前からとられている。
山田十平衛［Jubei Yamada］（声：竹田団吾）
柔道の達人で、若い頃は鬼と怖れられたが、相当なスケベ老人。

### ボスキャラクター
ビリー・カーン［Billy Kane］（声：生瀬勝久）
三闘士の一人。元ギースの側近で棒術の達人。棍棒を三節棍に持ち替えたことにより、棒をなくして攻撃不能になることはなくなった。
本作の発表当時はギースは本当に死んでいる設定だったが、アニメ『バトルファイターズ 餓狼伝説2』を基に『餓狼SP』ではギースの命令でクラウザーの下で働いている設定となった。
アクセル・ホーク［Axel Hawk］（声：マイケル・ビアード）
三闘士の一人。ボクシングの元ヘビー級チャンピオン。その後、前作に登場したマイケル・マックスをトレーナーに現役復帰を目指している。『餓狼SP』とは飛び道具技が違う。
ローレンス・ブラッド［Laurence Blood］（声：生瀬勝久）
三闘士の一人。素手で闘牛を殺すことのできる凄腕の闘牛士。
ヴォルフガング・クラウザー［Wolfgang Krauser］（声：マイケル・ビアード）
本作の最終ボスで、シュトロハイム城の城主。裏の世界では闇の帝王と呼ばれて怖れられており、表社会への進出のためにKOF開催を企てる。本作ではギースが最も恐れていた男として描かれているが、続編の『餓狼SP』ではアニメ版の設定を導入してギースの異母弟という設定が追加された。
ステージBGMにはモーツァルトのレクイエム（怒りの日）が使用されている。
この他にも前作の敵キャラクターたちがクラウザーのやられ役として中間デモに登場している（ギースと本作に出演中のビリー、ライデン=ビッグ・ベアを除く）。

## 移植版
| No. | タイトル                                                   | 発売日                                    | 対応機種                               | 開発元           | 発売元             | メディア                              | 型式                   | 備考                       |
| --- | ---------------------------------------------------------- | ----------------------------------------- | -------------------------------------- | ---------------- | ------------------ | ------------------------------------- | ---------------------- | -------------------------- |
| 1   | 餓狼伝説2 -新たなる闘い- INT Fatal Fury 2                  | INT 1993年3月5日                          | ネオジオ                               | エス・エヌ・ケイ | エス・エヌ・ケイ   | 106メガビットロムカセット             | NGH-047                |                            |
| 2   | 餓狼伝説2 -新たなる闘い- Fatal Fury 2                      | 1993年11月26日 1994年4月 1994年           | スーパーファミコン                     | ノバ             | タカラ             | 20メガビットロムカセット              | SHVC-DJ SNS-DJ SNSP-DJ |                            |
| 3   | 餓狼伝説2 -新たなる闘い-                                   | 1993年12月23日                            | X68000                                 | 魔法             | 魔法               | フロッピーディスク                    | MGX-5002               |                            |
| 4   | 餓狼伝説2 -新たなる闘い-                                   | 1994年3月12日                             | PCエンジンアーケードCD-ROM²            | ハドソン         | ハドソン           | CD-ROM                                | HCD4060                |                            |
| 5   | 餓狼伝説2 -新たなる闘い- Fatal Fury 2                      | 1994年6月24日 1994年                      | メガドライブ                           | ガイブレイン     | タカラ             | 24メガビットロムカセット              | T-146023 2025年8月1日  |                            |
| 6   | 熱闘餓狼伝説2 -あらたなるたたかい-                         | 1994年7月29日                             | ゲームボーイ                           | さんえる         | タカラ             | 4メガビットロムカセット               | DMG-X3J                | アレンジ移植               |
| 7   | 餓狼伝説2 -新たなる闘い- INT Fatal Fury 2                  | INT 1994年9月9日                          | ネオジオCD                             | エス・エヌ・ケイ | エス・エヌ・ケイ   | CD-ROM                                | NGCD-047               |                            |
| 8   | NEOGEO オンラインコレクション 餓狼伝説 バトルアーカイブズ1 | 2006年7月20日 2007年8月 2008年7月         | PlayStation 2                          | SNKプレイモア    | SNKプレイモア      | DVD-ROM                               | SLPS-25664             | アーケード版の移植         |
| 9   | 餓狼伝説2 -新たなる闘い- Fatal Fury 2                      | 2008年5月20日 2008年6月13日 2008年6月30日 | Wii                                    | SNKプレイモア    | D4エンタープライズ | ダウンロード （バーチャルコンソール） | -                      | ネオジオ版の移植           |
| 10  | 餓狼伝説2 -新たなる闘い- INT Fatal Fury 2                  | INT 2017年4月20日                         | Xbox One                               | SNK              | ハムスター         | ダウンロード （アケアカNEOGEO）       | -                      | アーケード版の移植         |
| 11  | 餓狼伝説2 -新たなる闘い- Fatal Fury 2                      | 2017年6月22日 2017年6月27日               | PlayStation 4 Nintendo Switch          | SNK              | ハムスター         | ダウンロード （アケアカNEOGEO）       | -                      | アーケード版の移植         |
| 12  | 餓狼伝説2 -新たなる闘い-                                   | 2022年4月7日                              | iOS Android                            | SNK              | ハムスター         | ダウンロード （アケアカNEOGEO）       | -                      | アーケード版の移植         |
| 13  | 餓狼伝説2 -新たなる闘い- Fatal Fury 2                      | INT 2022年10月27日                        | メガドライブ ミニ2 SEGA Genesis Mini 2 | エムツー         | セガ               | プリインストール                      | HAA-2524 MK-16310      | メガドライブ版の移植       |
| 14  | アケアカNEOGEO セレクション Vol.2                          | 2024年12月12日                            | Nintendo Switch                        | ハムスター       | SNK                | Switch用ゲームカード                  | -                      | アーケード版の移植         |
| 15  | スーパーファミコン Nintendo Classics                       | 2025年1月24日                             | Nintendo Switch                        | 任天堂           | 任天堂             | ダウンロード                          | -                      | スーパーファミコン版の移植 |

ネオジオ版
アーケードと基板の仕様は全く一緒なので、クレジットのシステムやオプションなどの細かな違い以外はゲーム内容の違いは無い。ROMカートリッジを使用しており、読み込み時間などもない。
スーパーファミコン版
全体的にアーケード版のグラフィックやモーションを再現しているが、一部の技のグラフィックがほかの技のものと統一されたり、キャンセル可能な技が増えるなど操作感はだいぶ変化している。また、画面の上下が黒帯でカットされ、キャラクターの頭身もアーケードやネオジオ版に比べ小さくなっている。容量の問題で一部のキャラクターの避け攻撃やライン飛ばし攻撃がネオジオ版とは違うほか、ライン移動攻撃もネオジオ版ではパンチとキックの2種類あるキャラクターも容量の関係でライン移動攻撃がパンチかキックのどちらか1種類に減らされている。タイトルデモも容量の問題で無し。隠しコマンド（『TAKARA』ロゴ表示中に、「B、A、X、Y、上、左、下、右、L、R」と入力し、テリーの「OK」という声がしたら成功）でビリー、アクセル、ローレンス、クラウザーが使用できるが、技の種類やコマンドは『餓狼SP』と多少異なっており、さらにアクセルとクラウザーの『餓狼SP』での超必殺技は通常の必殺技に設定されている。ボスキャラクターたちのエンディングも用意されているがいずれも同じエンディングである。難易度は前作とは対照的にネオジオ版に忠実になっている。オープニングは前作同様、削除されている。
X68000版
かなりアーケード版に近い出来ではあるが、再生メディアがフロッピーディスクでの供給だったので、ほとんど1ステージごとにディスクを入れ替える作業が必要とされ、読み込み時間も長い。ハードディスクにインストールすることで回避可能。初回生産分には、4ボタンの専用ジョイパッドが同梱されていたが、電波新聞社のチェルノブアダプタを使用すればメガドライブ用6ボタンパッドが使用可能。後の同社移植作と違いボタン配置を変更できない。2ボタンパッドでもプレイ可能で、その場合は攻撃の強弱をボタンを押している長さで変えることができる。MIDI音源に対応しており、機器があればより豪華なサウンドでプレイ可能。音源性能自体はネオジオとほぼ同じだがその音楽はネオジオ版を忠実に移植したものではない。2人対戦の時にはボスキャラクター4人の操作が可能となった。
PCエンジン版
PCエンジンCD-ROM²のアーケードカード専用ソフト第一弾として発売。SNKとハドソンが技術提携し、ネオジオCDでCD-ROMソフト供給を計画していたSNKへのCD-ROMソフト製作のノウハウと交換する形で、SNKから本作の内部データ供与を受けて移植されたため、キャラクターのサイズやパターン、アルゴリズムなどをほぼ再現しており移植度は非常に高い。PCエンジンは拡大縮小機能がないため、手前ライン用と奥ライン用の2種類のサイズで全てのキャラクターパターンを用意することでライン移動時の縮小を再現している。またオープニングデモやクラウザーステージのスクロール演出なども再現している。しかしキムの「飛翔脚」のボイスがネオジオ版とは異なっている。キャラクター選択後に地球が回転するシーンの裏で読み込みを行うなど工夫されているが、ロード時間で若干待たされる。BGMはCD-ROMの特性を活かしたアレンジ曲となっており（アレンジには久保こーじが参加している）、ロードで裏読みを行う場面ではCD-DAが使えないため、読み込み中のシーンで流れるBGMとSEは内蔵音源が使用されている。
メガドライブ版
携帯ハードを除けば最後発ということで、大胆なアレンジが加わった内容。『餓狼SP』を先取りしてか連続技が成立するほか、技の性能の大幅な調整、避け攻撃と超必殺技のコマンドの簡略化、ライン移動の高速化、しゃがみライン飛ばし攻撃の追加、攻撃を当てた際の無敵時間の撤廃など、もはや別物といえるほど変更点が多い。キャンセルの導入により、より深いアクション性を実現している。6Bパッドにも対応。タイトルデモは英語表記とオリジナルの映像を使った独自の内容になり、またゲーム画面は、スコアとキャラクター名表示を廃止し、画面上部を黒帯でカットした部分に体力ゲージとキャラクターの顔と勝利カウントを表示するなど、大胆な画面構成の変更が行われている。キャラクターに関してもボイスの使い回しや、必殺技のグラフィックを流用した勝利ポーズの変更などがみられる。黒帯部分を除いた画面サイズはスーパーファミコン版と同じだが、キャラクターのサイズはスーパーファミコン版よりも若干大きい。その他に特筆すべき点としては隠しコマンドによる裏技が多く含まれており、三闘士とクラウザーが使用可能になったり（MD版オリジナルの超必殺技や独自のエンディングも用意されている）デバッグ紛いの細かい環境設定も可能になる。
大幅なアレンジ、同じキャラクターの組み合わせでも数多くのハメコンボのルートを用意できる極めて即死性の高い仕様から賛否両論の作品となっている。
尚、初期のメガドライブでは色化けを起こす場合がある。
ゲームボーイ版
タイトルは『熱闘餓狼伝説2 -あらたなるたたかい-』。タカラの『熱闘シリーズ』2作目として登場。ゲームボーイの性能に合わせてキャラクターが2頭身にアレンジされ、ラインの概念が削除されている。キャラクターのボイスがない代わりに、漫画のようなフキダシでセリフが表示されるというコミカルな演出を採用。隠しキャラクターのビリー、アクセル、ローレンス、クラウザーには『餓狼SP』と同じ超必殺技が実装され、エンディングも『餓狼SP』と同じものに変更されている。
ネオジオCD版
基本的にアーケードとほとんど同じ内容だが、BGMがCD-DAによる生音源である。ソフトの定価がROMカートリッジ版に比べて非常に安い。その代わり読み込み時間が長い。またVSデモのナレーションで、キャラクター名やVSのボイスが『餓狼SP』のものに変更されている。
PlayStation 2版
NEOGEO オンラインコレクションの第5弾『餓狼伝説 バトルアーカイブズ1』の収録タイトルの一つとして発売・移植。PS2版特有の追加要素を除き、ネオジオ版・アーケード版のほぼ完全な移植となっている。「DVD-ROM」というディスクメディアではあるが、一度タイトルを選択するとBGM以外のデータを全て一括で読み込むため、ゲーム開始後はロード時間で待たされることはなく、快適にプレイできる（BGMはDVD-ROM内から再生）。
追加機能
キーセッティング
オートセーブ（ON/OFF切り替え可能）
BGMの種類をノーマルとアレンジのどちらかに変更可能
BGMの音量を10段階に調節可能
画像表示エリアの広さを「TYPE A」と「TYPE B」のどちらかに変更可能
ゲーム中の画質を「ノーマル」と「ソフト」のどちらかに変更可能
キャラクターカラーを2種類作成可能
Wii（バーチャルコンソール）版
ネオジオ版の移植。バーチャルコンソールは基本的にオリジナル版をほぼ忠実に移植するため、内容にネオジオ版との違いはない。
Xbox One（アケアカNEOGEO）版
アケアカNEOGEOの1作品として配信。MVS版を配信。
PlayStation 4、Nintendo Switch（アケアカNEOGEO）版
アケアカNEOGEOの1作品として配信。MVS版を配信。

## 音楽
イメージソング
- 「Vietnam」
- 作詞・作曲：今井秀明 / 歌：横道坊主
スーパーファミコン版のテレビ用コマーシャルソングとして使用された。

- 「扉(Doors)」
- 作詞：森雪之丞 / 作曲・編曲：佐橋佳幸 / 歌：sinon
メガドライブ版のテレビ用コマーシャルソングとして使用された。

サウンドトラック
- 『餓狼伝説2』
1993年2月19日にサイトロン1500シリーズのサウンドトラックとしてポニーキャニオンより発売された。オリジナルのほか『SNK新世界楽曲雑技団』によるアレンジバージョンを1曲と、キャラクターVOICEを含め全43曲が収録されている[13]。

## スタッフ
- プロデューサー：川崎英吉
- 企画：DERU-DERU、TSUKAMICHI-2（塚本高史）、CHINTA
- キャラクター・デザイン（オブジェクト）：HIGASHIPON MARK3、TONY OKI、TSUZAKINGYO 2、LIONHEART、UG WADA、RYOUJI SEI、SOE SOE、HEITAROU、TERARIN、HORI PU
- キャラクター・デザイン（バック・スクロール）：MORIYAN、SOMATOREENO、OBA OBATA、SHIBAYAN、URI MIDOPOM、A-CHANG
- キャラクター・バックアップ：MANUKE、TEIZO MUTA 92、KAMA KAMA、きむらたけし、MAN、TAKE.P、ALBINONE、PINKEY.TBC440
- プログラマー：YAMATAN-2' TURBO、SPEAKER.R
- サウンド：SHIMIZM（清水敏夫）、YOKO（おさかようこ）、JOJOUHA KITAPY（北村芳彦）、YLF.COMMUNICATE、PACIOREK、PAPAYA（幡谷正彦）
- スペシャル・サンクス：平田一也、PRINCE DEGUCHI（でぐちゆきひろ）、KURA、SHINCHAN、DATA TADA、OH!BUTCH、CARRY、KENCHAN、宮上秀樹、SATOCHANG、SANPO、IWATAKUN、FINISH HIROSHI（松本裕司）、つるたあきこ、くりたりえ、もりやまめぐみ、1ST OPERATION STAFF、ALL SNK STAFF

## 評価
アーケード版
ゲーム誌『ゲーメスト』の企画「第7回ゲーメスト大賞」（1993年度）において、大賞3位、ベスト対戦格闘賞4位、ベスト演出賞5位、ベストVGM賞5位、年間ヒットゲーム2位、プレイヤー人気2位、ベストアルバム賞では本作のサウンドトラックが2位、ベストキャラクター賞では「不知火舞」が2位、「テリー・ボガード」が4位、「キム・カッファン」が9位を獲得した。
スーパーファミコン版
ゲーム誌『ファミコン通信』の「クロスレビュー」では、7・6・7・5の合計25点（満40点）、『ファミリーコンピュータMagazine』の読者投票による「ゲーム通信簿」での評価は以下の通りとなっており、22.9点（満30点）となっている。また、1998年に刊行されたゲーム誌『超絶 大技林 '98年春版』（徳間書店）では、「一発逆転の超必殺技や、相手の技をかわしつつ攻撃できる避け攻撃、2ラインバトルのシステムもバッチリ再現されている」と紹介されている。
| 項目 | キャラクタ | 音楽 | お買得度 | 操作性 | 熱中度 | オリジナリティ | 総合 |
| 得点 | 4.1        | 3.6  | 3.6      | 3.9    | 4.2    | 3.6            | 22.9 |

PCエンジン版
ゲーム誌『ファミコン通信』の「クロスレビュー」では、8・8・7・6の合計29点（満40点）、『PC Engine FAN』の読者投票による「ゲーム通信簿」での評価は以下の通りとなっており、23.6点（満30点）となっている。また、1998年に刊行されたゲーム誌『超絶 大技林 '98年春版』（徳間書店）では、「派手な必殺技とスピーディな試合の展開が魅力」、「2ラインバトルなどが忠実に移植されている」と紹介されている。
| 項目 | キャラクタ | 音楽 | お買得度 | 操作性 | 熱中度 | オリジナリティ | 総合 |
| 得点 | 4.3        | 3.8  | 4.1      | 3.9    | 4.1    | 3.4            | 23.6 |

メガドライブ版
ゲーム誌『ファミコン通信』の「クロスレビュー」では、7・8・6・6の合計27点（満40点）、『メガドライブFAN』の読者投票による「ゲーム通信簿」での評価は以下の通りとなっており、21.5点（満30点）となっている。
| 項目 | キャラクタ | 音楽 | お買得度 | 操作性 | 熱中度 | オリジナリティ | 総合 |
| 得点 | 3.9        | 3.4  | 3.2      | 3.8    | 3.8    | 3.4            | 21.5 |

ゲームボーイ版
ゲーム誌『ファミコン通信』の「クロスレビュー」では、6・6・6・5の合計23点（満40点）、『ファミリーコンピュータMagazine』の読者投票による「ゲーム通信簿」での評価は以下の通りとなっており、21.9点（満30点）となっている。また、1998年に刊行されたゲーム誌『超絶 大技林 '98年春版』（徳間書店）では、「超必殺技もよく移植されている」と紹介されている。
| 項目 | キャラクタ | 音楽 | お買得度 | 操作性 | 熱中度 | オリジナリティ | 総合 |
| 得点 | 4.0        | 3.5  | 3.7      | 3.6    | 3.8    | 3.4            | 21.9 |